# Bugthøvl
Bugthøvlen er en høvl karakteristisk med den meget korte sål og de to håndtag til at styre den med. Den er almindelig på så at sige alle værksteder og i huggehuse. Bugthøvlen er undertiden dobbelt (kombineret), så der til den ene side er et konkavt jern, til den anden et ret. Bl.a. afbildet hos Salaman (under betegnelsen spokeshave) og i Århus Værktøjsmagasin (1917). Sålen kan være ret eller krummet. Den krumme kan følgelig bedre arbejde i små rundinger.

## Navn
Bugthøvlen kaldes også stolemagerhøvl.
På bådeværftet i Fåborg har i hvert fald tidligere været anvendt udtrykket stullehøvl (meddelt af en bådebygger, der var i lære der i 1925). Ordet var bragt til Fyn af en skibstømrer fra Åbenrå, så det kan have tyske rødder.
Der er uklart om ordet "stulle" er afledt af "stol".
Det tyske ord for bugthøvl et Schabhobel eller Schweifhobel.

## Variationer
Oprindeligt var bugthøvlen helt af træ, men fra midten af 1800-tallet begynder den at optræde i jern. Det er Leonard Bailey der udtog patent på den i 1858, 10 år før han udviklede jernpudshøvlen.
Gennem tiden har forskellige former været fremme, bl.a. den kartoffel-skrælleknivs-lignende enhåndsbugthøvl, med kun ét håndtag, der har kunnet bruges på ellers utilgængelige steder, en dobbelt bugthøvl, med et lige og et konkavt jern, samt en kantbugthøvl, forsynet med et par "vinger", vinklede land, der kan anvendes til affasning af kanter. Derudover kaldes skibsskraberen (dækskraber), kasseskraberen og undertiden skibshøvlen for bugthøvl.
Engelsk bugthøvl der bl.a. nævnes hos C. Th. Rom (1884) i et værktøjskatalog har træhus, og jernet er oftest fæstnet med et par vinkelbøjede spidser, omtrent som båndknivens håndtag.
Det er vel ikke utænkeligt at bugthøvlen netop er udviklet af båndkniven. Der findes nemlig mellemformer, se karetmagerens skave.
Bødkerens Bødkerhøvl, Betrækshøvl eller Betrækkehøvl er en særlig form for bugthøvl med op til 50 cm lange håndtag og et henved 10 cm bredt jern, der bruges af bødkere til afpudsning af kars, tønders og baljers yderside under samlingen af sådanne efter at stavene er blevet rejst. Derfor de lange greb. Subsidiært anvendes ziehklinge.

## Historie
Hvor længe bugthøvlen har været på markedet er usikkert. De ældste billeder af en sådan er jf. Salaman fra Smith's Key (1816) men der findes langt ældre værktøj med samme navn – helt tilbage til 1454.
Imidlertid findes hos David Steel en lidt ældre gengivelse fra 1794. Det er nærmest af kuriøse årsager det nævnes her; 20 år er ikke noget at regne i denne sammenhæng. Det er derimod den hos Henrik Juel (1985) nævnte skavl/skøvl, der er fremstillet ud fra fund fra vikingetid.
Et af forlæggene for rekonstruktionen er et stykke værktøj fra Mästermyr. Værktøjet har i høj grad lighed med bødkerens skave, der endnu er i brug.
Spørgsmålet er dog om rekonstruktionen er blot tilnærmelsesvis korrekt, da det eneste der er fundet er jernet, ikke spor af holder (hus) af nogen art. Sammenlign i øvrigt Norman 1954.